# Zodarion nigriceps
Zodarion nigriceps là một loài nhện trong họ Zodariidae.
Loài này thuộc chi Zodarion. Zodarion nigriceps được Eugène Simon miêu tả năm 1873.